# Speicher Faulmühle
Der Speicher Faulmühle, teils als (Gottmannsförder) Anstau bezeichnet, ist ein durch Aufstauung der Stepenitz und des in sie mündenden Gadebuscher Bachs entstandener Stausee im Landkreis Nordwestmecklenburg.

## Gewässerbeschreibung

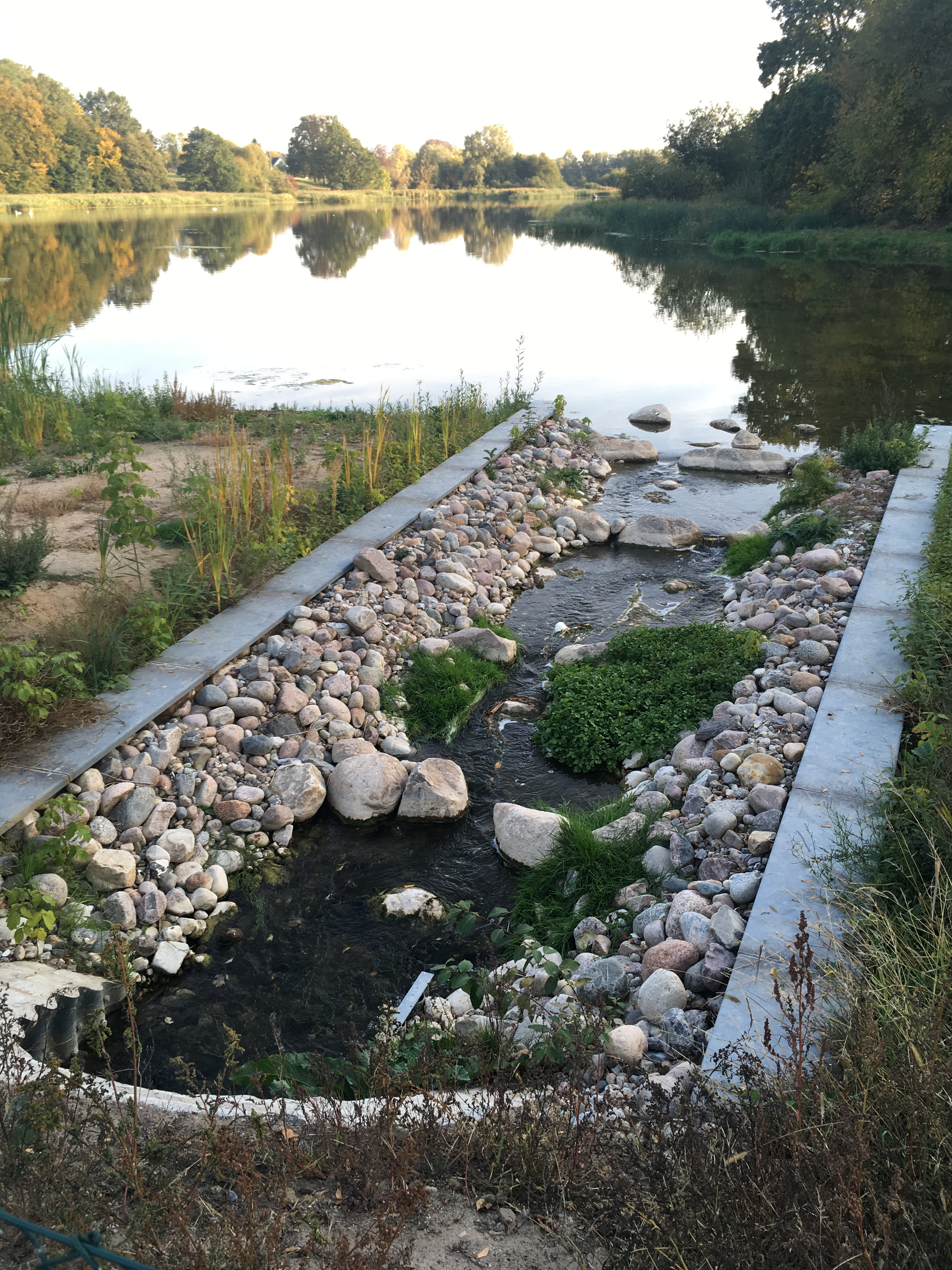
Sohlgleite am Abfluss des Stausees

Das L-förmige und sehr flache Gewässer hat Schenkellängen von etwa 1,2 Kilometern von West nach Ost und etwa 700 Metern von Nord nach Süd. Die Breite beträgt maximal 200 Meter. Nördlich und südlich ist der Stausee durch Straßendämme begrenzt. Nach Süden besteht eine Verbindung zum sich unmittelbar auf der anderen Straßenseite anschließenden Rehmsee über die Stepenitz. Nach Norden fließt die Stepenitz über eine Sohlgleite ab. Der Gadebuscher Bach mündet am westlichen Ende ein. Die Brüsewitzer Ortsteile Gottmannsförde und Faulmühle liegen am Ost- bzw. Nordostufer, Brüsewitz liegt südwestlich des Sees. Unbebaute Flächen in der Umgebung werden größtenteils ackerbaulich genutzt. Durch das von einem Schilfgürtel umgebene Stillgewässer verläuft die Gemeindegrenze zu Dragun. Das durch den Stau entstandene Speichervolumen beträgt etwa 600.000 m³.
Prägend für das Gewässer sind die vormals bewachsenen, überstauten Flächen und der hohe Faulschlammanteil in den Ablagerungen auf dem Seegrund. Durch die geringe Wassertiefe kann sich keine Temperaturschichtung ausbilden. Der polytrophe Zustand fördert starkes Algenwachstum. Im Sommer 1993 wurden Sichttiefen von unter einem halben Meter gemessen.
Eigentümer des Sees ist das Land Mecklenburg-Vorpommern, Pächter sind die BIMES Binnenfischerei GmbH und der Landesanglerverband.
Zum Fischbestand zählen Aal, Hecht, Barsch, Blei, Karpfen und Schleie.

## Geschichte
Vor der Errichtung des ersten Staudamms im Bezirk Schwerin um das Jahr 1981 war das Gelände eine schilfige Senke. Etwa 30.000 m³ Sand sind beim Bau verarbeitet worden. Der südlich liegende Rehmsee existierte bereits, vergrößerte jedoch seine Wasserfläche infolge der Maßnahmen um ein Vielfaches.

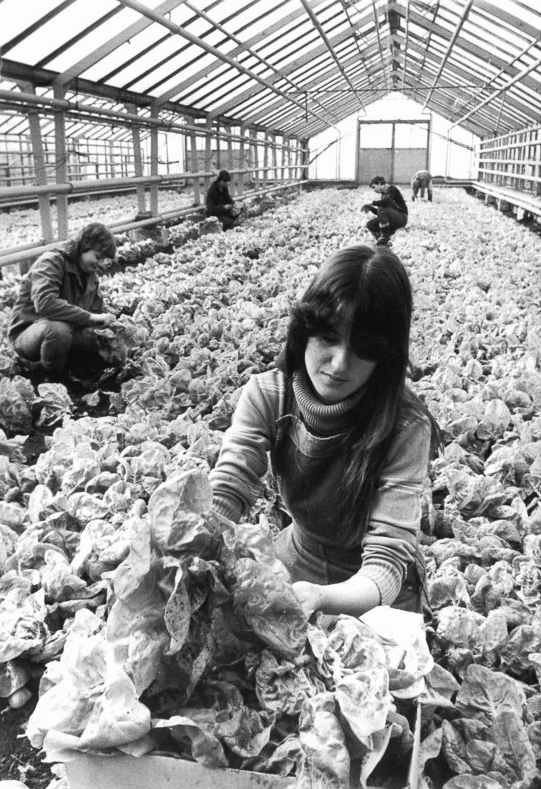
Salaternte im VEG Warnitz (1985)

Grund für die Errichtung des Staudamms war der Wasserbedarf des die umliegenden Felder bewirtschaftenden Volkseigenen Gutes (VEG) Warnitz, das jährlich etwa 6000 Tonnen Gemüse erntete. Ursprünglich war ein höheres Stauziel vorgesehen. Nach Abwägung von Nutzen mit möglichen negativen Auswirkungen wurde dieses jedoch reduziert und der Wasserverbrauch durch Fruchtfolgen und moderne Beregnungssteuerung optimiert. Am Ablauf des im Stepenitzverlauf folgenden Cramoner Sees wurden im Zusammenhang mit den Arbeiten ein weiteres Wehr sowie ein Pumpwerk errichtet.
Zum Ausgleich von Schäden an Landschaft und Natur wurden im Umfeld des Faulmühler Speichers zahlreiche Gehölze gepflanzt. Durch den Rückstau im Unterlauf des Gadebuscher Baches waren Auswirkungen auf den Park des ehemaligen Gutshauses Brüsewitz befürchtet worden. Um den dortigen alten Eichenbestand zu schützen, wurden ein Entwässerungsgraben, ein Damm, Polder und ein Schöpfwerk errichtet, die den Grundwasserstand niedrig halten sollten.
Das Wehr am Ablauf des Stausees wurde im Jahr 2018 durch eine Sohlgleite ersetzt, wodurch eine Durchlässigkeit für Fische hergestellt wurde.